# Sarah J. Greenwald
Pour les articles homonymes, voir Greenwald.
Sarah J. Greenwald (née en 1969) est une mathématicienne américaine, professeure de mathématiques à l'université d'État des Appalaches et membre du corps professoral des études sur le genre, les femmes et la sexualité.  

## Biographie
Sarah J. Greenwald est originaire de Caroline du Nord, où elle naît, dans la ville de Charlotte, en 1969. Elle est diplômée en sciences sociales de l'Union College puis elle obtient un doctorat en mathématiques en 1998 à l'université de Pennsylvanie en géométrie riemannienne, avec une thèse intitulée Diameters of Spherical Alexandrov Spaces and Constant Curvature One Orbifolds, sous la direction de Wolfgang Ziller.

## Activités professionnelles
Greenwald est professeure de mathématiques à l'université d'État des Appalaches, en Caroline du Nord, et membre du corps professoral du programme d'études sur le genre, les femmes et la sexualité. Elle est l'auteure de publications dans les domaines de la géométrie riemannienne, de l'enseignement des mathématiques et des mathématiques dans la société. Greenwald a essayé d'intéresser les jeunes femmes des Girl Scouts of America aux STIM. Elle et ses collègues de l'État des Appalaches Amber Mellon et Jill Thornley ont créé un insigne de mérite en mathématiques pour stimuler l'intérêt pour les mathématiques,. Greenwald a également créé une série d'entretiens d'anciennes filles scoutes,actives dans les STIM.

## Activités de recherche
Les intérêts de recherche de Greenwald incluent la géométrie et les bourses d'enseignement et d'apprentissage (en). Elle étudie également les liens entre les mathématiques et la société, comme les femmes, les minorités et la culture populaire. Ainsi, elle fait partie d'une équipe qui s'est penchée sur les allusions aux mathématiques dans Les Simpson.

## Prix et distinctions
Greenwald est lauréate en 2005 du prix Henry L. Alder pour l'enseignement distingué décerné par la Mathematical Association of America. Elle a reçu en 2018 le prix de service de l'Association for Women in Mathematics, pour son travail au sein du comité exécutif et en tant que rédactrice associée du bulletin de l'association. En 2020, elle est nommée fellow de cette association. Sa citation indique qu'elle est récompensée « pour ses efforts créatifs et efficaces pour susciter l'intérêt pour les mathématiques chez les jeunes, en particulier les filles; pour sa contribution considérable à l'avancement des femmes en mathématiques par le biais de l'écriture, des conférences et du travail avec l'AWM et d'autres sociétés professionnelles; et pour son mentorat de étudiants ». 

## Activités éditoriales
Greenwald a co-édité avec Jill Thomley l'Encyclopedia of Mathematics & Society en trois volumes qui a été nommée « Meilleure Référence de 2011 » par le Library Journal et a été révisée,. Elle a également co-édité en 2018 avec Janet Beery, Jacqueline Jensen-Vallin et Maura Mast le volume Women in Mathematics , Celebrating the Centennial of the Mathematical Association of America. Elle a fait partie de la distribution dans « Futurama: Bite My Shiny Metal X »  et a été consultante sur Flatland: The Movie.
- (en) Sarah J. Greenwald et Andrew Nestler, « Engagin students with significant mathematical content from the Simpsons », PRIMIUS, Taylor and Francis, no 14,‎ 13 août 2007 (lire en ligne)